# Галактион Хилендарец
Галактион Хилендарец е български духовник и революционер, деец на Вътрешната революционна организация в Елена.

## Биография
Роден е в 1830 година в неврокопското село Кремен, тогава в Османската империя. Учи в Кремен и Неврокоп. Става дякон в Хилендарския манастир в Света гора. Учи в Духовна семинария в Белград, където влиза в кръга на революционната емиграция около Георги Раковски. Връща се в Света гора и в 1868 година е изпратен като таксидиот в метоха на Хилендар в град Елена. В Елена отец Галактион участва в основаването на комитет на ВРО. Поддържа връзки с главата на ВРО Васил Левски, с отец Матей Преображенски и други революционни дейци, като хилендарският метох става средище на революционна дейност. В 1873 година отец Галактион е ръкоположен за архимандрит. По време на Априлското въстание в 1876 година в метоха му се укриват революционни дейци.
След Освобождението на Княжество България в 1878 година отец Галактион се занимава с общественическа дейност.